# Asqat Schitkejew
Asqat Rassululy Schitkejew (kasachisch Асқат Расұлұлы Жіткеев, russisch Асхат Расулович Житкеев Aschat Rassulowitsch Schitkejew; * 13. April 1981 in Schansügirow) ist ein kasachischer Judoka (Gewichtsklasse Halbschwergewicht – bis 100 kg), der 2008 in Peking Olympiazweiter wurde.

## Erfolge
- 2001 belegte er bei den Weltmeisterschaften den dritten Rang.
- Bei den Asienspielen 2002 holte Aschat ebenfalls Bronze.
- Bei den Asiatischen Meisterschaften 2004 gewann er die Goldmedaille.
- 2005 erzielte er bei diesen Meisterschaften Silber.
- Sein größter Erfolg war die olympische Silbermedaille, die er 2008 in Peking holte.

## Privates
Asqat Schitkejew ist mit der kasachischen Volleyballspielerin Jelena Pawlowa verheiratet.